# رایان توررو
رایان توررو (انگلیسی: Ryann Torrero؛ زادهٔ ۱ سپتامبر ۱۹۹۰) بازیکن فوتبال اهل شیلی است.
وی همچنین در تیم ملی فوتبال زنان شیلی بازی کرده‌است.